# Saint-Goin
Saint-Goin é uma comuna francesa na região administrativa da Nova Aquitânia, no departamento dos Pirenéus Atlânticos. Estende-se por uma área de 5,52 km². Em 2010 a comuna tinha 241 habitantes (densidade: 43,7 hab./km²).